# Xylocoris galactinus
Xylocoris galactinus is een wants uit de familie van de bloemwantsen (Anthocoridae). De soort werd het eerst wetenschappelijk beschreven door Franz Xaver Fieber in 1836.

## Uiterlijk
De kleine bruin met geelwitte wants is macropteer en kan 2 tot 3 mm lang worden. Zowel de kop als het halsschild en het scutellum zijn donkerbruin. De voorvleugels zijn geel tot melkwit, soms met een bruine binnenrand en bruin uiteinde van het verharde deel van de voorvleugels (cuneus). Het doorzichtige gedeelte van de vleugels is wit, soms ietwat blauwachtig. Van de pootjes zijn de dijen donkerbruin en de schehen lichter. De dijen van de voorpootjes zijn duidelijk verdikt. De antennes zijn donkerbruin.

## Leefwijze
De soort komt de winter door als volwassen dier en als nimf, alle levensstadia van de wants worden het hele jaar door waargenomen. Ze leven in nesten van de zwarte zaadmier en bij hoge temperaturen in oude mesthopen en composthopen waar ze jagen op kleine insecten en mijten.

## Leefgebied
De soort is in Nederland zeldzaam, het verspreidingsgebied is Holarctisch.